# Dívčí Kameny
Dívčí Kameny är ett berg i Tjeckien. Det ligger i den norra delen av landet, 110 km nordost om huvudstaden Prag. Toppen på Dívčí Kameny är 1 413 meter över havet. Dívčí Kameny ingår i Zlaté návrší.
Terrängen runt Dívčí Kameny är huvudsakligen lite bergig. Runt Dívčí Kameny är det glesbefolkat, med 16 invånare per kvadratkilometer. Närmaste större samhälle är Vrchlabí, 17,4 km söder om Dívčí Kameny. I omgivningarna runt Dívčí Kameny växer i huvudsak barrskog.